# Zacharoula Karyami

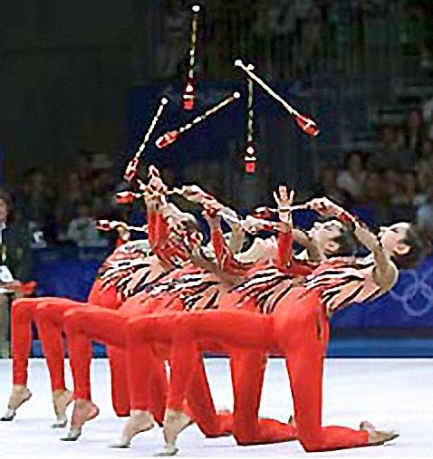
Die Griechische Auswahl bei den Spielen 2000 in Sydney

Zacharoula Karyami (griechisch Ζαχαρουλα  Καρυάμη, auch Chara Kariami; * 7. April 1983 in Athen) ist eine ehemalige griechische Sportlerin der Rhythmischen Sportgymnastik.

## Sportliche Erfolge
| Wettbewerb | Ort         | Formation | Mehrkampf | 5X     | 3X+2X  |
| ---------- | ----------- | --------- | --------- | ------ | ------ |
| EM 1999    | Budapest    | Gruppe    | Gold      | Gold   | Gold   |
| WM 1999    | Osaka       | Gruppe    | Silber    | Gold   | Gold   |
| OS 2000    | Sydney      | Gruppe    | Bronze    | Bronze | Bronze |
| WM 2002    | New Orleans | Gruppe    | Bronze    | Bronze | Gold   |
| EM 2003    | Riesa       | Gruppe    | Rang 5    | Rang 4 | Silber |
| WM 2003    | Budapest    | Gruppe    | Rang 8    | Rang 7 | Rang 6 |